# 1736

## Esdeveniments
Països Catalans
Resta del món
- 25 de març - Tupelo, Mississipi, EUA: els chickasaws repel·leixen l'atac de l'exèrcit francès a la Campanya chickasaw de 1736 que forma part de la guerra Chickasaw.
- L'expedició per mesurar la longitud d'un meridià prova que la Terra no és totalment rodona (pels pols).
- Rússia ataca Turquia.
- Amb el Kitab at-tawhidt comença el fonamentalisme islàmic modern.

## Naixements
Països Catalans
Resta del món
- 19 de gener: Greenock (Escòcia): James Watt, matemàtic i enginyer escocès, un dels inventors de la màquina de vapor (m. 1819).
- 3 de febrer, Klosterneuburg (Àustria): Johann Georg Albrechtsberger, organista i compositor austríac (m. 1809)[1]
- 21 de març, Stuttgart: Dorothea Spurmi Wendling, cantant alemanya (soprano) (m. 1811).[2]
- 23 de juny, Esparreguera, Bisbat de Barcelona: Jaume Pasqual, doctor en dret canònic i civil, abat i prior del monestir de Bellpuig de les Avellanes i historiador conegut sobretot pels seus «Monumenta Cathaloniae».

## Necrològiques
Països Catalans
Resta del món
- 16 de setembre - Daniel Gabriel Fahrenheit, físic, enginyer i bufador de vidre alemany, conegut per la invenció del termòmetre d'alcohol (1709), el termòmetre de mercuri (1714) i pel desenvolupament d'una escala per a la mesura de temperatures (n. 1686).[3]
- 21 de novembre - Barcelona: Manuel Mariano Ribera, religiós mercedari i cronista cardoní.
- 28 de desembre - Viena (Àustria): Antonio Caldara, compositor italià, el primer a representar òpera italiana a Barcelona.